# NGC 4134
NGC 4134 est une galaxie spirale située dans la constellation de la Chevelure de Bérénice. NGC 4134 a été découverte par l'astronome germano-britannique William Herschel en 1785.

## Caractéristiques
La classe de luminosité de NGC 4134 est II et elle présente une large raie HI. Selon la base de données Simbad, NGC 4134 est une galaxie LINER, c'est-à-dire une galaxie dont le noyau présente un spectre d'émission caractérisé par de larges raies d'atomes faiblement ionisés.

### Distance
Sa vitesse par rapport au fond diffus cosmologique est de 4 112 ± 20 km/s, ce qui correspond à une distance de Hubble de 60,6 ± 4,3 Mpc (∼198 millions d'al).
À ce jour, sept mesures non basées sur le décalage vers le rouge (redshift) donnent une distance de 54,357 ± 1,421 Mpc (∼177 millions d'al), ce qui est tout juste à l'extérieur des valeurs de la distance de Hubble. Notons cependant que c'est avec la valeur moyenne des mesures indépendantes, lorsqu'elles existent, que la base de données NASA/IPAC calcule le diamètre d'une galaxie et qu'en conséquence le diamètre de NGC 4134 pourrait être d'environ 40,6 kpc (∼132 000 al) si on utilisait la distance de Hubble pour le calculer.

## Supernova
La supernova SN 2014cn a été découverte dans NGC 4134 le 24 avril 2014 par Kumar, Zheng et Filippenko dans le cadre du programme LOSS (Lick Observatory Supernova Search) de l'observatoire Lick. Cette supernova était de type IIP.

## Groupe de NGC 4185
Selon A.M. Garcia, la galaxie NGC 4134 fait partie d'un groupe de galaxies qui compte au moins 13 membres, le groupe de NGC 4185. Les membres du groupe sont dans l'ordre de la liste de Garcia NGC 4131, NGC 4134, NGC 4169, NGC 4174, NGC 4175, NGC 4185, NGC 4196, NGC 4253, NGC 4132, MCG 5-29-24, MCG 5-29-35, UGC 7221 et UGC 7294.
Dans un article publié en 1998, Abraham Mahtessian mentionne aussi l'existence de ce groupe, mais les cinq dernières galaxies de la liste de Garcia n'y sont pas.